# West Side (Oregon)
West Side (más néven Westside) az Amerikai Egyesült Államok északnyugati részén, Oregon állam Lake megyéjében elhelyezkedő önkormányzat nélküli település.
Nevét a Lúd-tavon való elhelyezkedése miatt kapta. Az 1923 júniusa és 1942. július 31-e között működő posta első vezetője Will C. Fleming volt.

## Fordítás
- Ez a szócikk részben vagy egészben  a   West Side, Oregon című angol Wikipédia-szócikk ezen változatának fordításán alapul.  Az eredeti cikk szerkesztőit annak laptörténete sorolja fel. Ez a jelzés csupán a megfogalmazás eredetét és a szerzői jogokat jelzi, nem szolgál a cikkben szereplő információk forrásmegjelöléseként.